# So Long Ago the Garden
So Long Ago the Garden es el tercer álbum de estudio del músico estadounidense Larry Norman. Fue publicado en noviembre de 1973 a través de MGM Records.

## Composición
De acuerdo a John J. Thompson, “líricamente, como sugiere el título, el álbum reflexiona sobre la naturaleza de la condición humana. Las canciones tratan de personajes [...] hundidos hasta las rodillas en la locura de la vida sin Dios”. En una entrevista de 1980, Norman explicó el propósito de So Long Ago the Garden:

“Es mi álbum favorito y uno de los más prohibidos e incomprendidos que he grabado. Los cristianos no parecen ser tan conscientes ni tan sensibles al terrible estado de la humanidad como lo son al crecimiento placentero de su caminar cristiano. So Long Ago The Garden fue la declaración más definitiva que pude hacer sobre el vacío de nuestras vidas sin Cristo, sobre lo solos y miserables que somos en realidad. Alterné canciones. Una canción hablaría de un hombre que intenta encontrar satisfacción y amor verdadero, y espera que una mujer de alguna manera satisfaga todas sus necesidades y sea todo su mundo. La siguiente canción sería «Lonely by Myself». Estrictamente sobre un hombre que busca algo y no sabe qué es. Sabemos que es Dios, y él sabe que es algo así como un gran amor universal, pero no lo encuentra, y eso le causa desesperación eclesiástica. Luego, «Be Careful What You Sign», elegir entre Dios o Satanás, y la canción siguiente era elegir entre tu propia integridad o renunciar a tu integridad por cosas como el amor, cualquier cosa momentánea y efímera que buscamos para una felicidad duradera. Así que todo fue un álbum muy premeditado y cuidadosamente escrito”.

## Lanzamiento
En de octubre de 1973 se completaron las sesiones de grabación del álbum y las grabaciones se enviaron a MGM Records. Sin embargo, los problemas financieros de MGM, que provocarían su colapso en quince meses, “no pudieron promocionar ni publicitar adecuadamente el álbum. La atención corporativa se centró en cosas más urgentes como la supervivencia y la solvencia”. De acuerdo a Norman, la compañía discográfica omitió varias canciones cristianas, incluidas «Butterfly», «If God Is My Father», «Kulderachna» y «I Hope I'll See You in Heaven», a favor de canciones de amor más ligeras como «Fly, Fly, Fly» y «Christmastime», ambas lanzadas anteriormente como sencillos. Norman discutió este asunto en 1991:

“La discográfica, evidentemente, estaba más preocupada por el comercio que por el arte. Querían «Fly, Fly, Fly» y «Christmastime» en el álbum. Estas canciones eran lados B, grabados para sencillos. Yo era de la vieja escuela de donde habían venido The Beatles, creyendo que los sencillos debían grabarse para su lanzamiento y que los álbumes no debían contener los sencillos sino ser obras de arte, separadas en sí mismas. Intenté mantener los pulidos sencillos ‘comerciales’ separados de la música artística hecha para el álbum, como pretendía con «I Love You» durante mis días en Capitol Records. Fue decepcionante para mí cuando la música se mezcló en el mismo formato”.

### Controversia
El lanzamiento de So Long Ago the Garden en noviembre de 1973 causó controversia en la prensa cristiana principalmente debido a la portada del álbum, en la que algunos insistieron en que presentaba a un Norman desnudo, y que esto era una prueba de que se había alejado de Dios. Como explica John J. Thompson: “La portada presentaba a un Norman semidesnudo con una foto de un león superpuesta a su piel. El simbolismo (una profecía del Antiguo Testamento se refería al Mesías como ‘el león de la tribu de Judah’ y la serie The Chronicles of Narnia de C. S. Lewis hicieron de un león llamado Aslan una figura cristiana, así como la evidente insinuación de Adán en el Jardín del Edén, volaron sobre las cabezas de muchas personas, que se concentraron en un trozo de hierba que cubría las partes inferiores de Larry”. Steve Turner agrega: "Las canciones que examinaban la caída fueron escritas en su mayoría desde la perspectiva de los traumatizados y su público simplemente no podía aceptar la idea de que un artista tomara otra personalidad para dejar claro su punto. Para ellos él era un reincidente que había roto con su esposa y buscaba la fama (las ideas estaban tomadas de sus canciones)”. Turner indicó que las librerías bíblicas, especialmente en los estados del sur y medio oeste de los Estados Unidos, se negaban a vender sus álbumes, y que todos sus conciertos fueron cancelados hasta que Noel Paul Stookey lo invitó al escenario durante uno de sus conciertos dieciocho meses después.

## Recepción de la crítica
Un escritor no especificado de la revista Cash Box escribió “Siempre un estilista reconocido por la crítica, el cantante y compositor Larry Norman continúa desarrollando su personalidad musical en su nuevo LP. «Meet Me at the Airport (Fly Fly Fly)», «It's the Same Old Story» y «Nightmare» son sofisticadas y revelan la profundidad de la letra y el rango musical del artista. «Be Careful What You Sign» es el El corte más funky del álbum con una inteligente red de letras que rápidamente te atrapa en su complejidad”. Un escritor no especificado de la revista Record World calificó So Long Ago the Garden como “un buen álbum”, añadiendo: “Los talentos de Norman son tan vastos que es sorprendente que no haya triunfado más en el pasado. Canta bien, escribe buenas melodías y crea imágenes de palabras vívidas que alternativamente provocan y profetizan. Los mensajes son precisos y evocadores”.

## Lista de canciones
Todas las canciones escritas y compuestas por Larry Norman. 
| Lado uno |                                          |          |  |
| N.º      | Título                                   | Duración |  |
| 1.       | «Meet Me at the Airport (Fly, Fly, Fly)» | 3:35     |  |
| 2.       | «It's the Same Old Story»                | 4:05     |  |
| 3.       | «Lonely by Myself»                       | 3:40     |  |
| 4.       | «Be Careful What You Sign»               | 4:55     |  |
| 5.       | «Baroquen Spirits»                       | 4:58     |  |

| Lado dos |                  |          |  |
| N.º      | Título           | Duración |  |
| 1.       | «Christmas Time» | 3:32     |  |
| 2.       | «She's a Dancer» | 3:20     |  |
| 3.       | «Soul Survivor»  | 3:35     |  |
| 4.       | «Nightmare»      | 6:22     |  |

- Los lados uno y dos fueron combinados como pista 1–9 en la reedición de CD.

| Bonus tracks (1993 Solid Rock Records reissue) |                                   |          |  |
| N.º                                            | Título                            | Duración |  |
| 10.                                            | «If God Is My Father» (Rough mix) | 4:21     |  |
| 11.                                            | «Up in Canada» (1973 single)      | 2:50     |  |
| 12.                                            | «Dear Malcolm, Dear Alwyn» (Demo) | 3:28     |  |